# Can Puig de la Bellacasa
Can Puig de la Bellacasa és una masia pairal de Banyoles del segle xiii, convertida en el fort Beurmann durant la Guerra del Francès, en el 1812, i inclosa en l'Inventari del Patrimoni Arquitectònic de Catalunya. Des de l'any 2000 és la seu del Consell Comarcal del Pla de l'Estany.
Està ubicada en un puig lleugerament elevat i té els seus orígens al segle xiii, havent estat el bressol de la familia Puig de la Bellacasa, citada a partir de l'any 1300 en la llista de banyolins il·lustres.
Al peu del turó on hi ha can Puig de la Bellacasa, per la banda de la façana posterior, hi ha la font de Can Puig on hi ha també un rentador i una mina. Al costat de la masia s'hi troba el passeig Puig de la Bellacasa, dedicat a Lluís Puig de la Bellacasa i Déu, polític i advocat Barcelona (1886-1960), membre de la família propietària.

## Descripció

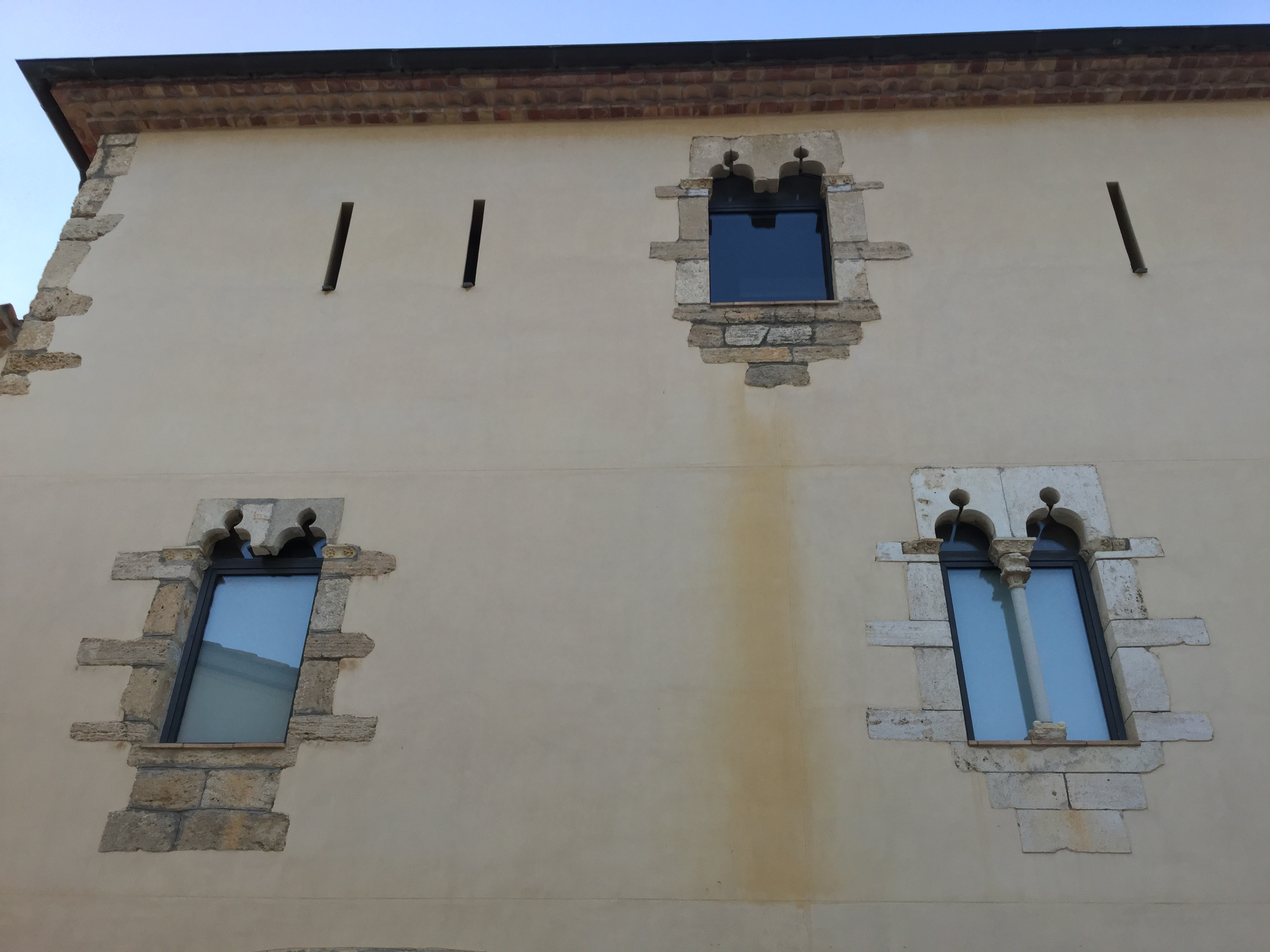
Detall de les finestres

A la casa pairal li precedeix un pati rectangular i a cada costat d'aquest hi ha un seguit de dependències. És una construcció en pedra de Banyoles treballada de manera irregular, amb pedres cantoneres i coberta de teules àrabs amb quatre vessants. Té un panell al capdamunt i algun contrafort. La façana té elements d'obertura de molt diversa factura, portes de dos tipus, finestres senzilles o més treballades, petites i grans, espitlleres.
Disposa de una porta d'arc rodó de mig punt adovellat i un altre de forma rectangular. Algunes finestres manifesten la incidència goticitzant. Al mur lateral esquerra i ha un cos afegit de menor alçada que el cos principal i obert per una galeria coberta i porxada.
Actualment quasi totes les arcades estan cegues. A les finestres la pedra de la llinda es troba lleugerament treballada i s'hi ha practicat una ceguetat dels arquets decoratius. La finestra que no conserva columna llueix uns restes de motllura al voltat de la llinda, així com unes petites impostes amb ornaments florals. La finestra amb columna, monolítica i esvelta, té un capitell compost i àbac amb ornamentació floral, igual que a les impostes i de la mateixa factura que l'ornamentació de l'altra finestra. Podríen anomenar-se finestres coronoles de dos arquets.

## Història

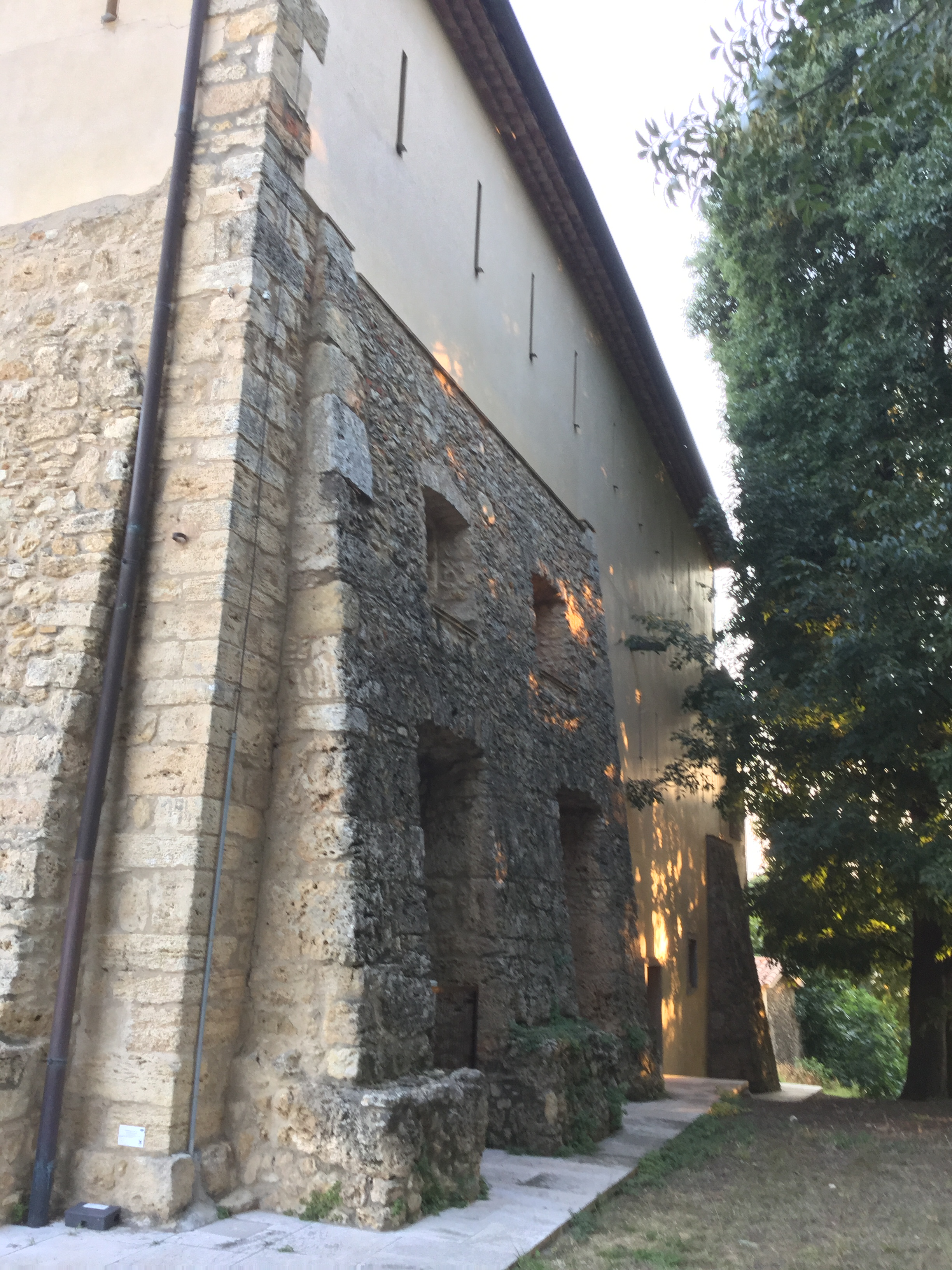
Fortificació i defensa

Els segles xvii i xviii foren anys de prosperitat per la família Puig de la Bellacasa i els tres germans tingueren un important paper en la lluita contra els francesos durant la Guerra Gran (1793-1795).
La masia de Can Puig de la Bellacasa també fou una fortificació. La comarca de Banyoles ha viscut diversos conflictes militars com la incursió del sotsveguer de Besalú, la de Bernat d'Armagnac, les guerres durant el regnat de Joan II i el conflicte Remença.
Davant aquestes accions sorgí una arquitectura dirigida a donar suport a la defensa mitjançant muralles, castells, torres de defensa i cases fortificades, com és el cas de Can Puig de la Bellacasa donada la seva estratègica situació.
A la Guerra del Francès, la masia fou convertida per les tropes napoleòniques en un fort, el "Fort Beurmann", utilitzat com a quarter general, ja que des de la casa s'albira tota la ciutat de Banyoles. Les obres d'adaptació van començar el 21 de febrer de 1812 i foren dirigides pel comandant de la plaça, el francès Beurmann, fet que donà nom al fort. Els dies 21 i 22 de novembre del 1812 soldats espanyols van intentar, sense èxit, expulsar-les de Can Puig de la Bellacasa. Hi van morir cinc militars espanyols i no se sap quants de francesos.
A la dècada de 1960 es va produir un abandó de la masia, pels canvis en el sistema de vida de la pagesia i al produir-se un trasllat de les famílies cap a un tipus de vida més urbana així com a la requalificació dels terrenys de conreu que van passar a ser urbanitzables. La casa va ser cedida pels seus propietaris al Consell Comarcal del Pla de l'Estany l'any 1993 que es va encarregar de la seva rehabilitació i va convertir la masia en la seva seu l'any 2000.